# مریم (نام)

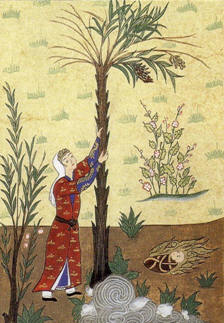
یک مینیاتور ترکی از مریم

مریم یا ماریام فرم آرامی نام میریام (نام میریام پیامبر، خواهر موسی) در کتاب مقدس است. مریم نام مادر عیسی مسیح نیز هست. املا در ابجد سامی mrym است (عبری מרים، آرامی ܡܪܝܡ، عربی مریم)، که ممکن است به روشهای مختلفی تلفظ شود (میریام، میریام، میرجام، ماریوم، مریم، ماریام، ماریجام، مریم، مرجمه و غیره).
از طریق استفاده از آن در عهد جدید ، این نام در سراسر جهان به ویژه در کاتولیک روم، و همچنین در مسیحیت شرقی، پروتستانیسم و اسلام نیز پذیرفته شده‌است. در مسیحیت لاتین، شکل یونانی مریم تبدیل به فرم لاتینی ماریا شده‌است. (فرانسه ماری و انگلیسی مری) فرم‌هایی که به حرف م ختم می‌شدند بیشتر در خاور میانه و زبان‌های عربی، ارمنی، گرجی، اردو، فارسی رواج دارند. همچنین در گویش‌های رایج در شاخ آفریقا شامل امهری، تینگریا و سومالی نیز تلفظی وجود دارد که به حرف «م» ختم می‌شوند. فرم این کلمه در ترکیه مریم، در آذربایجان Məryəm و در مالایایی مانند در جنوب هند ماریام تلفظ می‌شود.

## ریشه‌یابی
این نام ممکن است از زبان مصری منشأ گرفته باشد. در سال ۱۸۹۷ گفته شد که این نام احتمالاً مشتق شده از ریشه «عشق؛ محبوب» است. ماس به مطلبی در سال ۱۹۰۶ رجوع می‌کند که معنای مریم را «محبوب یهوه» می‌داند. چندی بعد اما اون این مسئله را رد می‌کند و می‌گوید نام مریم مشتق شده از عبری و از کلمات مَرَح به معنی یاغی بودن یا مَرا به معنی خوب تغذیه شده‌است.
این نام دارای سابقه‌ای طولانی در ریشه‌یابی علمی است. حدود هفتاد پیشنهاد توسط Otto Bardenhewer به صورت مونوگرافی در Der Name Maria (1895) مورد بررسی قرار گرفته‌است. در ابتدا این نام برگرفته از ریشه عبری «مر» به معنی تلخ، تلخی یا به معنی یاغی بود. در ادامه این نام به «قطره‌ای از دریا» ترجمه شد، از آن رو که لقب مریم مقدس نیز «ستاره دریا» بود. راشی، مفسر یهودی قرن یازدهم کتاب مقدس، نوشت که این نام به دلیل برخورد تند مصریان با یهودیان در مصر، به خواهر موسی داده شد. راشی نوشت که بنی اسرائیل دویست و ده سال در مصر زندگی کردند، از جمله هشتاد و شش سال بردگی بی‌رحمانه که از بدو تولد خواهر بزرگ موسی آغاز شد؛ بنابراین، دختر میریام نامیده می‌شد، چرا که مصری‌ها زندگی تلخ (מַר، مار) برای مردم خود ساخته شده‌است.
نام‌های مدرن برگرفته از مریم آرامی در فرهنگ مسیحی بسیار است؛ همچنین به دلیل قرآنی بودن نام مریم، که در فرهنگه‌ای اسلامی بسیار ذکر می‌شود، تعداد زیادی از انواع و مشتقات وجود دارد.
عهد جدید این نام را به دو صورت Mariam (Μαριάμ) و Maria (Μαρία) استفاده می‌کنند.
مریم ترجمهٔ معمول انگلیسی زبان نامی عربی است. املای Mariyam (در محتواهای آلمانی نیز Marijam) گاهی به عنوان برداشتی نزدیک از عبری، آرامی یا عربی استفاده می‌شود.
تلفظ ماریام در ترجمه از گرجی، ارمنی، آرامی و عربی شایع است. همچنین در زبان انگلیسی مدرن نیز ماریام تلفظ رایج این نام است.

## اسامی مشتق شده
در زبان عربی، مروان، به معنای «کسی که معطر است مانند مشروب»، می‌تواند شکل مردانه مریم باشد.
استاد علی مریم، معمار قرن نوزدهم ایرانی، پس از ساختن خانه‌ای برای زنی مهم به نام مریم، این کلمه را به نام خود افزود.

## افرادی به نام مریم
افراد مشهوری با نام مریم عبارتند از:
- مریم بید آبادی
- مریم آباچا (متولد ۱۹۴۵)، بیوه سانی آباچا، رئیس‌جمهور واقعی نیجریه از سال ۱۹۹۳ تا ۱۹۹۸
- مریم بابانگیدا (۱۹۴۸–۲۰۰۹)، همسر رئیس دولت نیجریه از سال ۱۹۸۵ تا ۱۹۹۳
- مریم دابو (متولد ۱۹۶۰)، بازیگر سینما و تلویزیون انگلیس
- مریم فاطمه، بازیگر پاکستانی
- مریم میرزاخانی (۱۹۷۷–۲۰۱۷)، ریاضیدان ایرانی
- مریم منصف (متولد ۱۹۸۴)، سیاستمدار افغان کانادایی
- مریم نمازی، روزنامه‌نگار پخش کننده انگلیسی بریتانیایی
- مریم نواز شریف (متولد ۱۹۷۳)، سیاستمدار پاکستانی
- مریم شانچی، مهندس مغز و اعصاب ایرانی-آمریکایی
- مریم یاکوبووا (متولد ۱۹۳۱)، مربی ازبکستانی
- مریم زکریا، بازیگر زن سوئدی-ایرانی
- مریم تنویر علی، مشهور به مایا علی، بازیگر تلویزیون پاکستان

افراد برجسته با تغییرات املایی نام مریم عبارتند از:
- ماریام میرزا، بازیگر و آرایشگر تلویزیون پاکستان
- ماریام نافع، بازیگر تلویزیون پاکستان
- ماریام انصاری، بازیگر سینمای پاکستان
- ماریوم اورنگ زیب، سیاستمدار پاکستانی
- ماریوم مختار، خلبان نیروی هوایی پاکستان که در سانحه سقوط جت جنگنده جان خود را از دست داد
- مریم افرام، مدل و خال کوبی استرالیایی
- مریم (ابهام زدایی)
- مریم (نام داده شده)
- میریام (نام داده شده)
- ماریا (نام داده شده)
- مریم در اسلام
- همهٔ صفحاتی که با «Maryam» شروع می‌شوند.
- همهٔ صفحاتی که با «Mariam» شروع می‌شوند.
- همهٔ صفحاتی که با «Mariyam» شروع می‌شوند.